# Альтенмаркт-ан-дер-Альц
Альтенмаркт-ан-дер-Альц (нім. Altenmarkt an der Alz) — громада в Німеччині, розташована в землі Баварія. Підпорядковується адміністративному округу Верхня Баварія. Входить до складу району Траунштайн.
Площа — 26,10 км2. Населення становить 4148 ос. (станом на 31 грудня 2020).